# Napaea sylva
Espèce
Napaea sylva est une espèce d'insectes lépidoptères (papillons) appartenant à la famille des Riodinidae, à la sous-famille des Riodininae et au genre Napaea.

## Dénomination
Napaea sylva a été décrit par Heinrich Benno Möschler en 1877 sous le nom de Cremna sylva.

## Écologie et distribution
Napaea sylva est présent en Guyane, en Guyana et au Surinam.

### Protection
Pas de statut de protection particulier.